# فيرن سوليه
فيرن سوليه (بالإسبانية: Ferran Solé)‏ (مواليد 21 فبراير 1990) لاعب كرة يد إسباني يلعب لصالح نادي فينكس طولولز الفرنسي ويمثل منتخب إسبانيا.
شارك مع منتخب بلاده في بطولة أمم أوروبا 2018.

## روابط خارجية
- فيرن سوليه على موقع الاتحاد الأوروبي لكرة اليد (الإنجليزية)
- فيرن سوليه على موقع الاتحاد الفرنسي لكرة اليد (الفرنسية)
- فيرن سوليه على موقع أوليمبيديا (الإنجليزية)